# سرو آراکامونی
سرو آراکامونی (به اسپانیایی: Cerro Aracamuni) یک تپوری در ونزوئلا است که در آمازوناس (ایالت ونزوئلا) واقع شده‌است. سرو آراکامونی ۱٬۶۰۰ متر بالاتر از سطح دریا واقع شده‌است.